# Chlorophorus mongolicus
Chlorophorus mongolicus är en skalbaggsart som beskrevs av Maurice Pic 1943. Chlorophorus mongolicus ingår i släktet Chlorophorus och familjen långhorningar. Inga underarter finns listade i Catalogue of Life.